# Powiat de Konin
Pour les articles homonymes, voir Konin (homonymie).
Le powiat de Konin (en polonais : powiat koniński) est un powiat appartenant à la voïvodie de Grande-Pologne dans le centre-ouest de la Pologne.
Il est né le 1er janvier 1999, à la suite des réformes polonaises de gouvernement local passées en 1998.
Le siège administratif du powiat est la ville de Konin, bien qu'elle ne fasse pas partie du territoire du powiat (elle constitue une powiat-ville à elle seule). Le powiat possède 5 autres villes, Golina, située à 12 kilomètres au nord-ouest de Konin, Kleczew, située à 19 kilomètres au nord de Konin, Sompolno, située à 27 kilomètres au nord-est de Konin, Ślesin, située à 17 kilomètres au nord de Konin, et Rychwał, située à 18 kilomètres au sud de Konin.
Le district couvre une superficie de 1 578,71 kilomètres carrés. En 2016, sa population totale est de 129 330 habitants, avec une population pour la ville de Golina de 4 512 habitants, pour la ville de Kleczew de 4 199 habitants, pour la ville de Sompolno de 3 614 habitants, pour la ville de Ślesin de 3 136 habitants, pour la ville de Rychwał de 2 357 habitants, et une population rurale de 111 512 habitants.

## Division administrative
| - OpenStreetMap Plan et limites du powiat. |

Le powiat de Konin comprend 14 communes :
- 5 communes urbaines-rurales (mixtes) : Golina, Kleczew, Rychwał, Sompolno et Ślesin ;
- 9 communes rurales : Grodziec, Kazimierz Biskupi, Kramsk, Krzymów, Rzgów, Skulsk, Stare Miasto, Wierzbinek et Wilczyn.

Celles-ci sont inscrites dans le tableau suivant, dans l'ordre décroissant de la population.
| Gmina             | Type         | Superficie (km²) | Population (2016) | Siège             |
| Ślesin            | urbain-rural | 145,7            | 14 001            | Ślesin            |
| Stare Miasto      | rural        | 97,8             | 11 910            | Stare Miasto      |
| Golina            | urbain-rural | 99,1             | 11 907            | Golina            |
| Kazimierz Biskupi | rural        | 108              | 11 443            | Kazimierz Biskupi |
| Kramsk            | rural        | 131,8            | 11 052            | Kramsk            |
| Sompolno          | urbain-rural | 137,4            | 10 418            | Sompolno          |
| Kleczew           | urbain-rural | 110,1            | 10 012            | Kleczew           |
| Rychwał           | urbain-rural | 117,8            | 8 349             | Rychwał           |
| Krzymów           | rural        | 92,7             | 7 873             | Krzymów           |
| Wierzbinek        | rural        | 148,1            | 7 470             | Wierzbinek        |
| Rzgów             | rural        | 104,7            | 7 190             | Rzgów Pierwszy    |
| Wilczyn           | rural        | 83,1             | 6 249             | Wilczyn           |
| Skulsk            | rural        | 84,9             | 6 210             | Skulsk            |
| Grodziec          | rural        | 117,7            | 5 246             | Grodziec          |

## Démographie
| - Pyramide des âges dans le powiat en 2014. |

## Histoire
De 1975 à 1998, les différentes gminy du powiat actuelle appartenait administrativement à la voïvodie de Konin.

Le powiat de Konin est créée le 1er janvier 1999, à la suite des réformes polonaises de gouvernement local passées en 1998, et est rattachée à la voïvodie de Grande-Pologne.